# 3-metil-1-butanamina
La 3-metil-1-butanamina es una amina primaria de fórmula molecular C5H13N, isómera de la 1-pentanamina.
Se la conoce también como isoamilamina, isobutilcarbilamina, isopentilamina y leucamina.

## Propiedades físicas y químicas
A temperatura ambiente, la 3-metil-1-butanamina es un líquido incoloro o con un ligero color pajizo que posee un aroma amoniacal. Solidifica a -60 °C y hierve a 96 °C.
Su densidad es inferior a la del agua (ρ = 0,751 g/cm³) y, en estado gaseoso, su densidad es tres veces mayor que la del aire.
Al igual que la 1-pentanamina, la 3-metil-1-butanamina es soluble en agua. No obstante, el valor del logaritmo de su coeficiente de reparto, logP = 1,28, indica que su solubilidad es mayor en disolventes hidrófobos (1-octanol) que en hidrófilos (agua).

## Papel biológico
La 3-metil-1-butanamina es una amina biogénica que participa en el metabolismo tanto de plantas como de bacterias.
Por otra parte, dado que las aminas biogénicas pueden causar efectos adversos para la salud, se ha analizado el nivel de 3-metil-1-butanamina en vinos procedentes de viñedos donde se han aplicado fertilizantes nitrogenados; se ha constatado que la fertilización nitrogenada tiene un efecto significativo en la formación de esta amina en mostos y vinos.
Asimismo, se ha estudiado el uso de esta amina —en la forma de x-bromo-N-(3-metilbutil)benzamida (x=3,4)— para la síntesis de compuestos de uso terapéutico que modifican la expresión y/o actividad de la proteína supresora de tumores p53.

## Síntesis y usos
Esta amina puede sintetizarse a partir de L-leucina, glicerol y lactosa, obteniéndose como productos de reacción 3-metil-1-butanamina y ácido succínico.
También se puede elaborar a partir de ioduro de isoamilo y amoníaco, obteniéndose en este caso isopentano como subproducto.
Asimismo, la reducción de isovaleronitrilo con sodio metálico fundido en tolueno, permite obtener, después de añadir etanol y ácido clorhídrico, 3-metil-1-butanamina.
A su vez, la 3-metil-1-butanamina es precursor para la síntesis de ciclopentanamina, en una reacción en la que participan aminas derivadas del antraceno y que es catalizada por escandio(III).
En cuanto a sus usos, la 3-metil-1-butanamina constituye un producto intermedio en la elaboración de productos farmacéuticos, aditivos para pinturas, cosméticos, pesticidas y tintes.

## Precauciones
La 3-metil-1-butanamina es un líquido inflamable cuya temperatura de autoignición —temperatura mínima a la que un gas inflamable o mezcla de aire-vapor en contacto con el aire arde espontáneamente— es de 365 °C.
Tiene su punto de inflamabilidad a -1 °C.
Es una sustancia irritante en piel, ojos y pulmones.